# 查納提普·賈克拉萬
查納提普·賈克拉萬（羅馬化：Chanatip Jakrawan，1997年1月10日—）為泰國男子籃球運動員，現效力於籃球泰國聯賽高科技。
賈克拉萬生於泰國南邦府閣卡縣，有一位姐姐，父親的職業是警察，母親從事護理工作，父親在4歲時辭世，10歲時賈克拉萬開始沉迷網絡遊戲以及演奏音樂，從中學開始接觸籃球，15歲時加入當地籃球隊高科技，大學就讀泰國農業大學，2021年10月以亞洲外籍球員身分加盟T1聯盟新北中信特攻，中文登錄名為「查拉帝」，2022年4月因接受泰國男籃徵召而離隊。

## 外部連結
- 查納提普·賈克拉萬的Instagram帳戶
- 查納提普·賈克拉萬在fiba.basketball（英语）
- 查納提普·賈克拉萬在archive.fiba.com（存檔）（英语）
- 查納提普·賈克拉萬在fiba3x3.com（英语）
- 查納提普·賈克拉萬在Eurobasket.com（球員）（英语）
- 查納提普·賈克拉萬在Proballers（英语）
- 查納提普·賈克拉萬在RealGM（球員）（英语）
- 查納提普·賈克拉萬在Flashscore（英语）